# Língua maltesa
A língua maltesa (Lingwa Maltija; Malti) é uma das línguas semíticas e única dessa família de línguas que usa o alfabeto latino. É falada na ilhas de Malta, Gozo e Comino. São 387 mil os falantes como língua materna.
O maltês é a língua oficial e nacional de Malta, onde também o inglês goza de status oficial. É também uma das línguas oficiais da União Europeia, a única das línguas semíticas com essa consideração. O maltês tem origem no sículo-árabe, dialeto árabe que se desenvolveu na Sicília, sul da Itália e Malta. Cerca de metade do vocabulário vem do italiano e do siciliano, cerca de 20% vem do inglês. É a única língua semítica escrita na sua forma padrão com o alfabeto latino.

## História

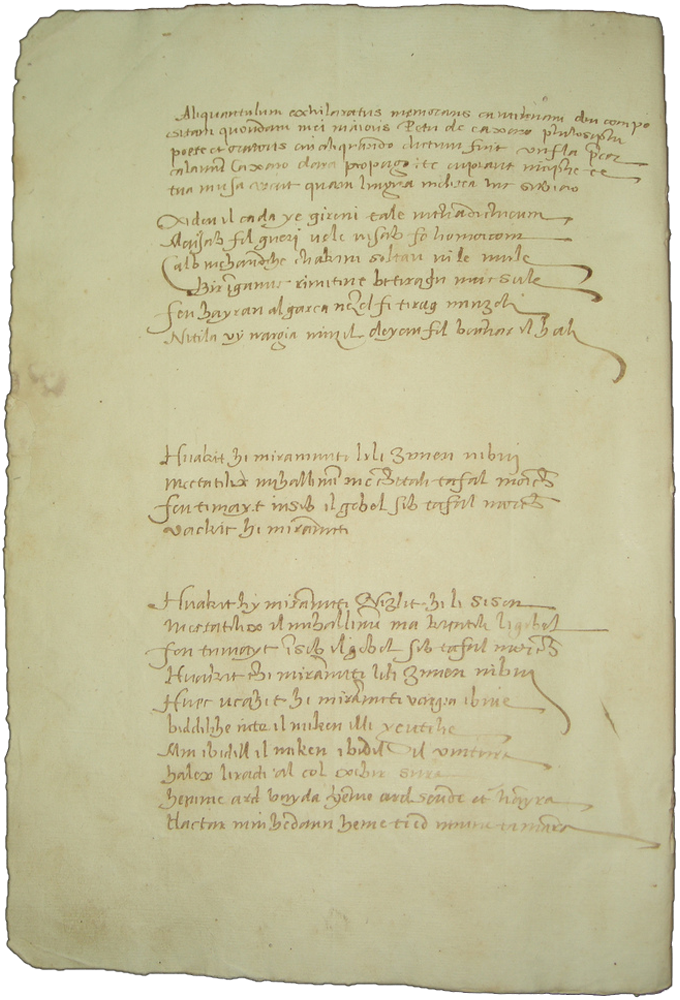
Manuscrito da Cantilena de Pietro Caxaro.

No fim do século XI, Malta começou a ser ocupada por falantes de sículo-árabe da Sicília, que fora conquistada pelo Califado Fatímida no fim do século IX. A conquista normanda em 1090, seguida pela expulsão dos muçulmanos, isolou permanentemente a língua da ilha do árabe padrão, criando condições para que se tornasse uma língua à parte, enquanto na própria Sicília o árabe foi extinto em favor do siciliano.
A mais antiga referência ao maltês vem dos monges Beneditinos da Catânia, que em 1364 não puderam abrir um mosteiro em Malta por não entender a língua local. Em 1436, por ordem de um homem chamado Pawlu Peregrino, a língua foi pela primeira vez identificada como lingua maltensi. O mais antigo documento conhecido em língua maltesa é uma Cantilena (em Maltês: Xidew il-Qada), poema do século XV, de autoria de Pietro Caxaro. O primeiro dicionário maltês foi escrito pela corte do cavalheiro francês François de Vion Thezan em 1640. Inclui notas sobre a gramática da língua e uma seção informando frases em italiano e em maltês para dar ordem a soldados. Ainda são disponíveis Facsimiles dessa obra.
Giacomo Bosio escreveu entre 1594 e 1602 o livro Dell'Istoria della Sacra Religione et Illustrissima Militia di San Giovanni Gierosolimitano (História da Sagrada Religião e Ilustre Milícia de São João de Jerusalém). Nessa obra, Bosio endossa a ideia de que a língua maltesa originava-se da língua púnica ou cartaginesa. O próprio Bosio informa que quando da colocação da pedra fundamental de La Valletta, um grupo de anciãos malteses disse: Iegi zimen en fel wardia col sceber raba iesue uquie(em maltês atual Jiġi żmien li fil-Wardija [l-Għolja Sciberras] kull xiber raba’ jiswa uqija, em português Virá o tempo em que cada pedaço de terra na "Colina Sciberras" valerá seu peso em ouro. Esse é mais antigo documento impresso em maltês.
Pasquale Vassallo, um frade dominicano escreveu várias canções em italiano e em maltês em 1584, as quais foram queimadas pela Inquisição em 1585 por seu conteúdo dito como obsceno.
O maltês passou a ser língua oficial de Malta em 1934, junto com o inglês, quando o italiano perdeu esse status.

## Falantes
Em 1975, estimavam-se 387 mil falantes de maltês, dos quais 300 mil residindo em Malta. Há milhares de imigrantes malteses na Austrália, no Canadá, Gibraltar, Itália, Reino Unido e Estados Unidos que ainda falam a língua. Em 2007, foi verificado que a língua ainda é falada por imigrantes malteses que vivem na Tunísia.

## Classificação
O maltês é uma língua semítica derivada do sículo-árabe, a qual no curso da história de Malta foi influenciada pelo italiano e pelo siciliano. Numa menor extensão foi influenciada pelo Francês e mais recentemente pelo inglês. Hoje, o vocabulário base e as "palavras gramaticais" (artigos, pronomes, conjunções, interjeições, verbos auxiliares, demonstrativos, etc) são semíticas, com muitas palavras de origem externa. Devido também à influência siciliana no Sículo-Árabe, o maltês tem muitas características de contato com muitas línguas, sendo classificado como língua com muitas influências externas.
O maltês foi historicamente classificado de várias maneiras, em geral contraditórias entre si na opinião dos linguistas de hoje:
- Alguns consideram ser originária da língua púnica, da antiga Cartago, não do sículo-árabe.[7][12][13][14]
- Outros veem origens na língua berbere do norte da África.[7]
- Ao tempo da Itália Fascista, era considerada pelos italianos como mais um dialeto do italiano.[15]
- Outros ainda defendem a ideia do maltês ser derivado de dialetos da língua árabe falada na Tunísia.

## Dialetos
As variantes urbanas do maltês ficam mais próximas do "maltês padrão" do que as formas rurais. cujas características as distinguem bastante do padrão principal. As formas rurais são mais arcaicas tais como as pronúncias de kh e gh, também o uso do "Imāla" árabe (vogal longa com ponto mais alto) ā para ē (ou ī no dialeto "Gozo"), que era usado no século XV, registrado em transcrições. Outro arcaísmo do maltês rural fica na pronúncia do ā como ō. Há também a tendência tornar as vogais simples em ditongos: ū se torna eo ou eu. Além disso, esse dialeto rural usa mais palavras semíticas, mais plurais partidos e fica mais distante do árabe mediterrâneo ocidental do que o maltês padrão.

## Fonologia

### Consoantes
|                   |                   | Bilabial | Labiodental | Dental                         | Pós-alveolar                       | Velar | Faríngea                     | Glotal          |
| ----------------- | ----------------- | -------- | ----------- | ------------------------------ | ---------------------------------- | ----- | ---------------------------- | --------------- |
| Nasal             | Nasal             | m        |             | n                              |                                    |       |                              |                 |
| Plosiva           | Cons. surda       | P        |             | T                              |                                    | K     |                              | oclusiva glotal |
| Plosiva           | Cons. sonora      | B        |             | D                              |                                    | G     |                              |                 |
| Africativa        | Cons. surda       |          |             | fricativa alveolar surda - t͡s  | fricativa pós-alveolar surda - t͡ʃ  |       |                              |                 |
| Africativa        | Cons. sonora      |          |             | fricativa alveolar sonora - d͡z | fricativa pós-alveolar sonora - d͡ʒ |       |                              |                 |
| Fricativa         | Cons. surda       |          | F           | S                              | fricativa pós-alveolar surda - ʃ   |       | fricativa faríngea surda - ħ |                 |
| Fricativa         | Cons. sonora      |          | V           | Z                              |                                    |       |                              |                 |
| Consoante trilada | Consoante trilada |          |             | trilo alveolar - R             |                                    |       |                              |                 |
| Aproximante       | Aproximante       |          |             | L                              |                                    |       |                              |                 |

### Vogais
O maltês apresenta:
- cinco vogais curtas, escritas a e i o u;
- seis vogais longas, escritas a, e, ie, i, o, u,
- sete ditongos, escritos aj ou għi, aw ou għu, ej ou għi, ew, iw, oj, e ow ou għu.

## Alfabeto
Além das letras do alfabeto latino base (sem o Y), a língua maltesa usa diacríticos para adaptar algumas letras à sua fonética: 

Vogais: a, e, i, ie, o, u
Ditongos: aj, aw, ej, ew, iw, għi, għu
Consoantes (além das com diacríticos apresentadas acima): b, d, f, g, h, j, k, l, m, n, p, q, r, s, t, v, w, x, z

### Ortografia atual
A ortografia do maltês moderno foi apresentada em 1924.
A seguir se apresenta o alfabeto maltês, símbolos IPA e com pronúncia aproximada.
| Letra | Nome | exemplo Maltês         | IPA     | Pronúncia aprox. em Português |
| ----- | ---- | ---------------------- | ------- | --- |
| A a   | a    | anġlu (anjo)           | ɐ       | o a em cara |
| B b   | be   | ballun (bola)          | b       | bola, mas ao fim da frase é suavizado para [p]. |
| Ċ ċ   | ċe   | ċavetta (chave)        | t͡ʃ      | tchau (nota: o 'c' sem ponto superior foi substituído por 'k', assim, quando 'c' aparecer, será pronunciado como 'ċ'.                                                                          |
| D d   | de   | dar (lar, casa)        | d       | dia, mas ao fim da frase é suavizado para [t]. |
| E e   | e    | envelopp (envelope)    | ɛ       | pé |
| F f   | effe | fjura (flor)           | f       | Faro |
| Ġ ġ   | ġe   | ġelat (sorvete)        | d͡ʒ      | adjetivo, mas ao fim da frase é suavizado para [tʃ]. |
| G g   | ge   | gallettina (biscoito)  | ɡ       | gato, mas ao fim da frase é suavizado para [k]. |
| GĦ għ | ajn  | għasfur (ave, pássaro) | ˤː, ħː  | tem o efeito de tornar mais longa e mais faringeazada a vogal associada (għi e għu são [aˤj] e [oˤw]). Ao final de uma palavra ou logo antes de um 'h' tem som de um duplo 'ħ' (ver a seguir). |
| H h   | akka | hu (ele)               |         | mudo, exceto quando ao fim de uma palavra, quando soa como 'ħ'. |
| Ħ ħ   | ħe   | ħanut (loja)           | ħ       | sem equivalente em português, parece um /h/, porém, articulado com laringe inferior. |
| I i   | i    | ikel (comida)          | ɪ       | inglês bit |
| IE ie | ie   | ieqaf (parada)         | iɛ, iː  | sem equivalente em português; parece um /i/, como no inglês yield, porém, levemente "aberto" para /ɛ/                                                                                          |
| J j   | je   | jum (dia)              | j       | miar |
| K k   | ke   | kelb (cão)             | k       | cão |
| L l   | elle | libsa (vestido)        | l       | linha |
| M m   | emme | mara (mulher)          | m       | marchar |
| N n   | enne | nanna (avó)            | n       | novo |
| O o   | o    | ors (urso)             | o       | pó |
| P p   | pe   | paġna (página, folha)  | p       | parte |
| Q q   | qe   | qattus (gato)          | ʔ       | a plosiva glotal, sem correspondente em português. |
| R r   | erre | re (rei)               | r       | como no inglês road |
| S s   | esse | sliem (paz)            | s       | ser |
| T t   | te   | tieqa (janela)         | t       | tirar |
| U u   | u    | uviera (porta ovos)    | ʊ       | fato |
| V v   | ve   | vjola (violeta)        | v       | vera, mas ao final da palavras é suavizado para [f]. |
| W w   | we   | widna (ouvido)         | w       | qual |
| X x   | exxe | xadina (macaco)        | ʃ / ʒ   | "Xícara", as vezes como João |
| Z z   | ze   | zalza (tempero)        | t͡s / d͡z | como no italiano pizza |
| Ż ż   | że   | żraben (sapatos)       | z       | zebra, mas ao final da palavras é suavizado para [s]. |

As vogais finais com acentos graves (à, è, ì, ò, ù) são também encontradas em algumas palavras maltesas de origem italiana, tais como libertà ("liberdade"), sigurtà (italiano antigo: sicurtà, "segurança"), ou soċjetà (Italiano: "società; "sociedade").
As regras oficiais que regem a estrutura da língua maltesa se encontram no guia oficial da Akkademja tal-Malti, a "Academia da Língua Maltesa", que é denominado Tagħrif fuq il-Kitba Maltija ("Conhecimento da Escrita Maltesa"). A primeira edição desse livro é de 1924 pela imprensa oficial do governo de Malta. As regras foram ampliadas em 1984 no livro iż-Żieda mat-Tagħrif, cujo foco é a crescente influência de palavras das línguas latinas e do inglês. Em 1992, a Academia (Aġġornament tat-Tagħrif fuq il-Kitba Maltija) atualizou os trabalhos anteriores. Todos esses trabalhos foram incluídos numa edição revisada e expandida em 1996.[carece de fontes?]
Hoje, o "Conselho Nacional da Língua Maltesa" (KNM) é o regulador principal da língua maltesa pelo "Ato da Língua Maltesa", não a Akkademja tal-Malti. As regras de ortografia são ainda válidas e oficiais.

### Escrita
Desde que o maltês teve um primeiro crescimento depois que os Ítalo-Normandos expulsaram os árabes de Malta no século XI, não se desenvolveu uma língua maltesa padrão escrita por muito tempo depois dessa saída dos árabes. Durante esse período, a língua maltesa teve seu uso desencorajado muitas vezes.
Durante o domínio da Ordem Soberana e Militar de Malta (até o século XIX) o francês e o italiano eram usados para correspondências e documentos oficiais. Durante o domínio colonial britânico sobre Malta, o uso do inglês foi encorajado na educação, ficando o italiano como a segunda língua.
O reconhecimento do maltês como língua oficial foi em 1934. Desde o século XIX, filólogos e acadêmicos, como Mikiel Anton Vassalli, haviam feito esforços para transcrever o maltês falado numa forma escrita compreensível. Há muitos documentos desse período, com o maltês já escrito em alfabeto latino.

### Amostras de texto
- Il-bnedmin kollha jitwieldu ħielsa u ugwali fid-dinjità u d-drittijiet. Huma mogħnija bir-raġuni u bil-kuxjenza u għandhom igibu ruħhom ma' xulxin bi spirtu ta' aħwa.
  - Tradução: Todos seres humanos nascem livre e iguais em dignidade e direitos. São providos de razão e consciência e devem agir em relação uns aos outros num espírito de fraternidade. (Artigo 1 - Declaração Universal dos Direitos Humanos);

- Fil-bidu, Alla maħluqa-sema u l-earth. Il earth li kien mingħajr forma u skariki;-dlam kienet tkopri l-abyss u impetuous riħ kien blowing għall-ilmijiet.
  - Tradução: No princípio, Deus criou o céu e a terra. A terra estava sem forma e vazia; as trevas cobriam o abismo e um vento impetuoso soprava pelas águas. (Gênesis, capítulo 1, versículos 1 e 2)

- Amostra extraída do Tratado estabelecendo uma Constituição para a Europa:

| Português | Maltês |
| A União se fundamenta nos valores do respeito pela dignidade humana, liberdade, democracia, igualdade, o domínio da lei e o respeito aos direitos humanos, inclusive de pessoas pertencentes a grupos minoritários. Esses valores são comuns aos Estados-Membros numa sociedade na qual o pluralismo, a não discriminação, tolerância, justiça, solidariedade e igualdade entre homens e mulheres prevalecem. | L-Unjoni hija mibnija fuq il-valuri ta' rispett għad-dinjità tal-bniedem, ta' libertà, ta' demokrazija, ta' ugwaljanza, ta' l-istat tad-dritt u tar-rispett għad-drittijiet tal-bniedem, inklużi d-drittijiet ta' persuni li jagħmlu parti minn minoranzi. Dawn il-valuri huma komuni għall-Istati Membri f'soċjetà karatterizzata mill-pluraliżmu, in-non-diskriminazzjoni, it-tolleranza, il-ġustizzja, is-solidarjetà u l-ugwaljanza bejn in-nisa u l-irġiel. |

## Vocabulário
O vocabulário original veio do árabe siciliano, mas várias palavras foram incorporadas a partir de línguas românicas como o siciliano, o italiano, o Francês e mais tarde do inglês.
As palavras do maltês atual vêm 52% do Italiano/Siciliano, 32% do Sículo-árabe, 6% do inglês, algo do francês dentre outras. Porém, é uma língua com gramática e "palavras básicas de função" de origem semítica, no que lembra o inglês, uma língua germânica que teve grande influência do francês (menor do que as influências externas sofridas pelo maltês). Por essa razão, os falantes de línguas românicas  podem com relativa facilidade entender ideias mais complexas expressa em maltês. Exemplo: "Ġeografikament, l-Ewropa hi parti tas-superkontinent ta' l-Ewrasja" (Geograficamente, a Europa é parte do supercontinente Eurásia). Porém, palavras isoladas ou frases curtas e simples podem ser de difícil entendimento: "Ir-raġel qiegħed fid-dar" (O homem está na casa).

### Românicas
Uma análise da origem etimológica das 41 mil palavras do Maltese-English Dictionary de Aquilina indicou que 52% do vocabulário maltês apresenta raízes românicas. Algumas fontes diferentes consideram apenas 40% das palavras com essa origem,, outras avaliam em 55%. Esse vocabulário apresenta outras complexidades. Derivando na sua maior parte do siciliano, tem uma fonética particular: usar /u/ no lugar de /o/,  /i/ do lugar de /e/ (Ex: tiatru  e não teatro; fidi e não fede). Também, como no antigo siciliano (e português), o som /ʃ/ (Inglês 'sh', Português 'ch' ou 'x') é escrito com 'x' ; Exemplos: ambaxxata /ambaʃːaːta/ ('embaixada'), xena /ʃeːna/ ('cena'), ambas conf. Italiano ambasciata, scena.
| Maltês     | Siciliano  | Italiano   | Português |
| ---------- | ---------- | ---------- | --------- |
| skola      | scola      | scuola     | escola    |
| gvern      | cuvernu    | governo    | governo   |
| repubblika | ripùbblica | repubblica | república |
| re         | re         | re         | rei       |
| natura     | natura     | natura     | natureza  |
| pulizija   | pulizzìa   | polizia    | polícia   |
| ċentru     | centru     | centro     | centro    |
| teatru     | tiatru     | teatro     | teatro    |

### Sículo-árabe
Sículo-Árabe a língua da qual se originou a língua Maltesa. De 32% a 40% das palavras maltesas de hoje têm origem árabe.
| Maltês   | Sículo-árabe | Português                |
| -------- | ------------ | ------------------------ |
| bebbuxu  | babbaluciu   | caramujo                 |
| kapunata | caponata     | caponata (comida)        |
| qassata  | cassata      | cassata (bolo siciliano) |
| ġiebja   | gebbia       | cisterna                 |
| ġunġlier | giuggiulena  | gergelim                 |
| saqqajja | saia         | canal                    |
| kenur    | tanura       | forno                    |
| żaffran  | zaffarana    | açafrão                  |
| zahar    | zagara       | floração                 |
| żbib     | zibbibbu     | flores                   |
| zokk     | zuccu        | tronco (árvore)          |
| tebut    | tabbutu      | esquife                  |

Żammit (2000) encontrou em maltês cerca de 40% de 1820 palavras tiradas do árabe do Alcorão, menos, porém, que os 58% do árabe marroquino e 72% do árabe libanês. Outra análise do Maltese-English Dictionary de Aquilina indica 32% do vocabulário originário do árabe, outros avaliam em 40%.. Isso ocorre principalmente em ideias e conceitos básicos, tais como raġel (homem), mara (mulher), tifel (rapaz), dar (cas), xemx (sol), sajf (verão). Os maltese mais cultivadas nas letras tendem a utilizar mais dessas palavras de origem árabe, bem como usar dicção derivada delas.
A língua maltesa assimilou muitas das consoantes originais do árabe, em particular as enfáticas, e outras que são comuns em linguagens européias. Desse modo os sons árabes /d/, /ð/, /dˤ/ fundiram-se na maltês /d/. As vogais, porém, diferentes das três arábicas (/a i u/) para as cinco mais típicas das línguas européias (/a ɛ i o u/). Algumas vogais átonas e curtas foram eliminadas. A conhecida saudação árabe as salāmu 'alaykum se torna um cognato sliem għalikhom em maltês.
Como o vocabulário conhecido do sículo-árabe é limitado, a tabela a seguir compara os cognatos malteses com outras variantes da língua árabe:
| Maltês | Cairota | Damasceno | Iraquiano (Bagdá - Judeu) | Negev (Beduíno) | Yemenita (de Sanaa) | Marroquino | Português |
| ------ | ------- | --------- | ------------------------- | --------------- | ------------------- | ---------- | --------- |
| qalb   | 'alb    | 'alb      | qalb                      | galb            | galb                | qəlb       | coração   |
| waqt   | wa't    | wa't      | --                        | wagt            | wagt                | wʌqt       | tempo     |
| qamar  | 'amar   | 'amar     | qamaɣ                     | gumar           | gamar               | qəmr       | lua       |
| kelb   | kalb    | kalb      | kalb                      | čalb            | kalb                | kəlb       | cão       |

### Inglês
As palavras originadas do língua inglesa têm sua influência avaliada por certas fontes como cerca de 20% do vocabulário maltês, enquanto que alguns avaliam essa influência em apenas 6%. A grande discrepância entre as duas avaliações se deve ao fato de que muitas das palavras vindas do inglês ainda não oficialmente consideradas como palavras maltesas, não estando em todos os dicionários. Essas palavras de origem inglesa são geralmente transliteradas, mantendo-se, porém, a pronúcia original. Exemplos:
| Maltês    | Inglês                |
| --------- | --------------------- |
| futbol    | football              |
| baskitbol | basketball            |
| mowbajl   | mobile (tel. celular) |
| lift      | lift/elevator         |
| friġġ     | fridge                |

## Gramática
A gramática maltesa é derivada do sículo-árabe, embora a pluralização (muitas com "i" ou s final) das palavras de origem externa siga a padrão das línguas românicas e do inglês.

### Adjetivos e advérbios
Adjetivos vêm depois dos substantivos, não há advérbios nativos formados separadamente, a ordem das palavras é livre e variável. Os substantivos e adjetivos que são de origem semítica tomam o artigo definido entre os mesmos. Exemplos:It-tifel il-kbir, literalmente. "O rapaz o mais velho" = "o rapaz mais velho". Essa regra não vale para as palavras de origem latina.

### Substantivos
Os substantivos têm plural e também a forma dual. Os plurais semíticos são complexos: quando regulares são marcados por -iet/-ijiet (ex., art, artijiet "terras (propriedades, posses de terra)" (conf. Árabe -at e Hebreu -ot) ou -in (conf. Árabe -īn e Hebraico -im). Se regulares, vão para a categoria de "plurais fracionados", onde a forma plural é indicada por mudanças em vogais no meio da palavras: ktieb, kotba "livros" - raġel, irġiel ´- "homem", "homens".
As palavras de origem latina podem ser pluralizadas de dois modos, adição de -i ou de -jiet. Ex.: lingwa, lingwi "línguas", do siciliano língua, lingui.
As palavras de origem inglesa são pluralizadas com a adição de "-s" ou "-jiet". Ex: friġġ, friġis. Algumas palavras podem ser pluralizadas tanto com um, como com o outro sufixo. São poucas as derivadas do inglês que são assim pluralizadas. Ex:  brikksa (tijole), que tem o coletivo brikks ou o plural brikksiet.

### Artigos
O artigo definido il- fica no início da palavra.
O il- fica  l- antes ou depois de uma vogal.
- l-omm (a mãe)
- rajna l-Papa (no vimos o Papa)
- il-missier (o pai)

Existe a assimilação do artigo numa consoante coronal (menos ġ) que o siga (em maltês konsonanti xemxin):
- Ċ iċ-ċikkulata (o chocolate)
- D id-dar (a casa house)
- N in-nar (o fogo)
- R ir-razzett (a fazenda)
- S is-serrieq (o serrote)
- T it-tifel (o menino)
- X ix-xemx (o sol)
- Ż iż-żarbun (o sapato)
- Z iz-zalzett (a salsicha)

O il- maltês é coincidentemente idêntico em pronúncia ao artigo masculino italiano também il, o qual também é apenas l’ antes (não depois) de uma vogal. Por essa razão muitas das palavras de origem italiana mantém o mesmo artigo em maltês. O vocabulário românico de origem siciliana, porém, muda o artigo, quando esses. u e a, estão antes de uma consoante.

### Verbos
Apresentam o padrão Semítico triliteral", pelo qual o verbo é conjugado com prefixos, sufixos ou infixo. Exemplos: e ktibna, Árabe katabna, Hebraico katavnu "nós escrevemos"). São os dois os tempos gramaticais: presente e passado perfeito. O sistema de verbos malteses incorpora verbos românicos e adiciona os prefixos ou sufixos malteses aos mesmos. Exemplos: e iddeċidejna "nós (já) decidimos" - (i)ddeċieda "decidir"; um verbo românico + -ejna, com o marcador de primeira pessoa do plural maltês. Em árabe, raramente se faz isso, em função das muitas variações dialetais da Língua árabe.

## Uso diminuído
Entre a população maltesa é crescente a preferência do uso do inglês ao invés do maltês. Entretanto, o maltês não é uma língua em risco de extinção, tendo em vista que quase a totalidade da população de Malta (98%) fala o idioma. Além disso, gradualmente a língua maltesa vem se tornando mais conhecida e aprendida através da internet.

### Mídia
Sendo Malta um país com duas línguas oficiais, o uso da língua maltesa na mídia é dividida, compartilhada com outras línguas europeias, no caso o italiano e o inglês. A maior parte das emissoras de televisão usa o inglês ou o maltês, embora canais em italiano sejam bem recebidos na ilha. De forma similar, no rádio há mais emissões em maltês do que em inglês, 82.41% da população ouvindo programações na língua nacional, mas chegam também programas em italiano. Há jornais tanto em maltês quanto em inglês, em distribuição igual.

### Internet
São poucos os websites veiculados em maltês. Em 2004, uma pesquisa em treze sites de Malta indicou doze em inglês e um multilíngue, sem incluir o próprio maltês.

### Influências do inglês e italiano
A atual tendência maltesa é de adotar cada vez mais palavras vindas do italiano e do inglês.
As palavras do inglês que são adotadas vêm geralmente de formas "italianizadas" ou "sicilianizadas"., mesmo quando as palavras assim geradas não existem em nenhuma dessas línguas. Exemplos: as palavras inglesas "evaluation", "industrial action",  "chemical armaments" se tornaram "evalwazzjoni", "azzjoni industrjali", "armamenti kemikali" em maltês, enquanto que em italiano são valutazione, vertenza sindicale, armi chimiche respectivamente.
Os malteses que são fluentes tanto em maltês como em inglês falam coloquialmente um amálgama das duas línguas, o chamado "matinglês".

### Dicionários
- Malta Online Dictionary
- English-Maltese-English dictionary
- English-Maltese dictionary
- Collection of Maltese dictionaries
- English-Maltese-English online translator

### Literatura e linguística
- The Technical Committee for Literature within the National Council for the Maltese Language
- Maltese Language in Broadcasting
- Maltese verbal morphology PDF (208 KB)

### Legislação
- L-Att dwar l-Ilsien Malti (Kap. 470) PDF (97.5 KB)
- Il-Kostituzzjoni ta' Malta (Kap. 1, Art. 5) PDF (368 KB)
- Maltese Language Act (Chap. 470) PDF (3.38 KB)
- Constitution of Malta (Chap. 1, Art. 5) PDF (303 KB)
- Maltese and English - their roles at the University of Malta PDF (76.58 KB)

### Informática
- Download the Maltese keyboard driver (Id-driver tat-Tastiera Maltija)
- Manwal tad-driver tat-Tastiera Maltija (MT) PDF (481.42 KB)
- Maltese keyboard driver's Manual (EN) PDF (328.77 KB)
- Enabling the Maltese Language in Windows XP PDF (176 KB)
- Unicode for Maltese
- Maltese Spellchecker
- YahooGroup Kelmet - The Maltese language online forum